# 환서중학교
환서중학교(歡西中學校)는 대한민국 충청남도 천안시 서북구 백석동에 있는 공립 중학교이다.

## 학교 연혁
- 2010년 10월 18일 : 환서중학교 설립 인가 (10학급)
- 2013년 2월 4일 : 환서중학교 준공(5월 10일 개교)
- 2013년 3월 1일 : 초대 김영수 교장 취임
- 2013년 3월 4일 : 제1회 입학식(354명)
- 2013년 5월 10일 : 개교식
- 2024년 9월 1일 : 제5대 진달식 교장 부임
- 2025년 1월 2일 : 제10회 졸업식(9학급 269명, 연 2,803명)
- 2025년 3월 4일 : 제13회 입학식(9학급 288명)

## 참고 자료
- 환서중학교 - 한국교육학술정보원 학교알리미